# Damāvand (kommunhuvudort i Iran)
Damāvand (persiska: دماوند, قَصَبِهِ دَماوَند) är en kommunhuvudort i Iran.   Den ligger i provinsen Teheran, i den centrala delen av landet, 60 km öster om huvudstaden Teheran. Damāvand ligger 1 959 meter över havet och antalet invånare är 29 144.
Terrängen runt Damāvand är varierad.Runt Damāvand är det ganska glesbefolkat, med 23 invånare per kvadratkilometer. Närmaste större samhälle är Būmahen, 18,1 km väster om Damāvand. Trakten runt Damāvand består i huvudsak av gräsmarker.